# Seznam zápasů srbské fotbalové reprezentace na Mistrovství Evropy
Srbská fotbalová reprezentace byla celkem 1x na mistrovstvích Evropy ve fotbale a to v roce 2024.
- Aktualizace po ME 2024 – Počet utkání – 3 – Vítězství – 0x – Remízy – 2x – Prohry – 1x

| Číslo | Soupeř    | Výsledek | ME      | Fáze turnaje       | Góly Srbska |
| ----- | --------- | -------- | ------- | ------------------ | ----------- |
| 1.    | Anglie    | 0 – 1    | ME 2024 | základní skupina C | Ne          |
| 2.    | Slovinsko | 1 – 1    | ME 2024 | základní skupina C | Luka Jović  |
| 3.    | Dánsko    | 0 – 0    | ME 2024 | základní skupina C | Ne          |